# Édouard Chambon
Pour les articles homonymes, voir Chambon.
Édouard Chambon, né le 19 août 1986 à Bourg-lès-Valence[réf. souhaitée], est speedcuber français.
Il a été diplômé de l'École centrale de Lyon en 2009. 
Il a battu le record du monde du 3x3x3 en 2008 à Murcia. 